# マンマユート団
株式会社マンマユート団（マンマユートだん）は、かつて東京都武蔵野市に事務所を置いていた、三鷹の森ジブリ美術館の事業会社。2018年3月1日に株式会社スタジオジブリに合併された。ジブリ美術館の日常業務の他、3階のショップ「マンマユート（MAMMA AIUTO)」と、2階のカフェ「麦わらぼうし」を運営していた。
社長は玉川典由。常務取締役は、日本テレビ編成部出身で放映権交渉を通じてスタジオジブリとの折衝窓口になった横山宗喜。初代社長は宮崎駿の長男宮崎吾朗。
社名の由来は、『紅の豚』に登場する空中海賊マンマユート団から。マンマユートとはイタリア語で「ママ、助けて」の意味。

## 沿革
- 1998年10月 : 宮崎駿のアトリエ「豚屋」の一角に事務所を置き、株式会社ムゼオ・ダルテ・ジブリとして設立する。
- 2001年10月1日 : 商号を株式会社マンマユート団へ変更する。
- 2002年 : 三鷹駅からジブリ美術館へ向かう途中の「草屋」に事務所を移転する。

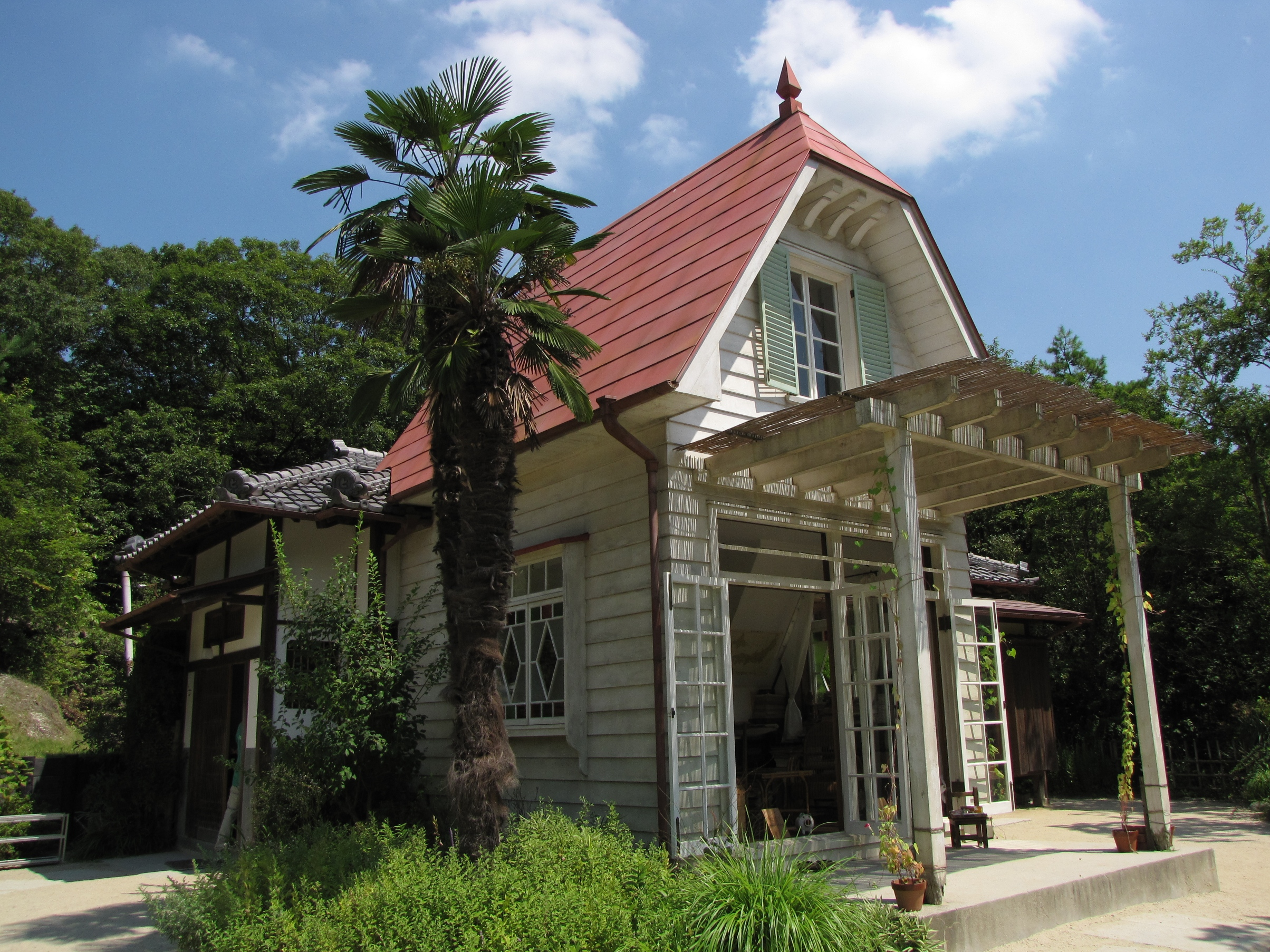
サツキとメイの家

- 2005年 : 2005年日本国際博覧会協会の「サツキとメイの家」プロジェクトを受託し、「サツキとメイの家」の建設事業を行う。
- 2018年3月1日：株式会社スタジオジブリに合併された。